# Pterapogon
A Pterapogon a sugarasúszójú halak (Actinopterygii) osztályához a sügéralakúak (Perciformes) rendjéhez, ezen belül a kardinálishal-félék (Apogonidae) családjához tartozó nem.

## Rendszerezés
A nembe az alábbi 2 faj tartozik:
- Pterapogon kauderni Koumans, 1933
- Pterapogon mirifica (Mees, 1966)